# Carex filamentosa
Carex filamentosa là một loài thực vật có hoa trong họ Cói. Loài này được Petrie publ. 1916 mô tả khoa học đầu tiên năm 1915.